# David Krecidlo
David Krecidlo (* 19. Januar 1984 in Berlin) ist ehemaliger deutscher Fußballspieler polnischer Herkunft.

## Werdegang

### Spielerkarriere
Seine Eltern kamen in den 1980er Jahren aus Polen nach Deutschland. Sein Vater, ein ehemaliger polnischer Boxer im Olympiaverband, kannte aus seiner Kindheit den Hertha-Scout Rudolf Wojtowicz. Dadurch wechselte Krecidlo von seinem Jugendverein Lichterfelder FC im Jahr 2000 zu Hertha BSC. Dort spielte er bis zum Jahr 2006. Dann wechselte er zu Fortuna Düsseldorf. Bis 2008 spielte er für die Fortuna 30 mal in der Regionalliga Nord und achtmal für die zweite Mannschaft in der Oberliga Nordrhein, wo ihm im Spiel gegen TuRU Düsseldorf auch ein Tor gelang.
Zur Saison 2008/09 wechselte Krecidlo dann zum Zweitliga-Absteiger SC Paderborn 07. Nach dem Ende der Saison 2009/10 wurde sein Vertrag bei Paderborn nicht mehr verlängert. Daraufhin wechselte Krecidlo erneut zur zweiten Mannschaft von Hertha BSC. Im Juli 2011 wechselte er zurück zu seinem Jugendverein Hertha 03 Zehlendorf, wo er einen Monat später seine aktive Karriere beendete.

### Trainerkarriere
Im Sommer 2011 wurde Krecidlo Co-Trainer der U19-Mannschaft von Hertha 03 Zehlendorf unter Cheftrainer Sebastian Hoeneß. Von 2013 bis 2015 war er schließlich Cheftrainer dieser Mannschaft. Von 2015 bis 2016 war er schließlich als Sportlicher Leiter von Hertha Zehlendorf tätig. Von 2016 bis 2017 war er Co-Trainer von Achim Beierlorzer bei der U19-Mannschaft von RB Leipzig. Seit 2017 arbeitet er wieder mit Sebastian Hoeneß zusammen. Zunächst war Krecidlo dessen Co-Trainer bei der U19 und der zweiten Mannschaft des FC Bayern München. Von 2020 bis 2022 assistierte er Hoeneß beim Bundesligateam der TSG Hoffenheim. Seit April 2023 ist Krecidlo Co-Trainer von Sebastian Hoeneß beim VfB Stuttgart.